# Blok (filatelistyka)
Blok, bloczek (blok okolicznościowy) – forma wydawnicza znaczków pocztowych, zawierająca jeden lub więcej znaczków, ale nie więcej niż cztery jednakowe, niekiedy z przywieszkami. Przynajmniej z dwóch stron obramowany jest marginesami.
Znaczki z bloku mogą być wyjęte i użyte pojedynczo do uiszczenia opłaty pocztowej.